# Thit Jensen
Maria Kirstine Dorothea (Thit) Jensen, född 1876, död 1957, var en dansk författare, syster till Nobelpristagaren i litteratur Johannes V. Jensen.

## Biografi
Jensen debuterade 1903 med berättelsen To Søstre, och skrev vid sidan om sin föredragsverksamhet rörande kvinnofrågan och andra sociala frågor en rad problemromaner: Martyrium (1906), Ørkenvandring (1907), Elskovs Forbandelse (1911), Gerd (1918) med fortsättningen Afrodite fra Fuur (1925). I verk som Den erotiske Hamster (1919) behandlar hon moderna äktenskapsproblem. Av större konstnärligt format är de jyska hembygdsskildringarna Jorden (1915) och Kongen fra Sande (1919). Jensen hade också framgång med skådespelet Storken (1929), som var ett led i hennes kamp för barnbegränsning.
Senare vann Jensen popularitet med sina färgrika och starka romaner från dansk medeltid, bland andra Jørgen Lykke (1931), Stygge Krumpen (1936), Valdemar Atterdag (två band, 1940), Drotten (1943) och Rigets Arving (1946). Hon gav 1950 ut memoarerna Hvorfra? Hvorhen?
1935 mottog hon Tagea Brandts rejselegat for kvinder.